# Macromolecuul
Een macromolecuul is een molecuul dat uit meerdere duizenden atomen bestaat, waardoor het een relatief hoge moleculaire massa bezit.

## Chemische structuur

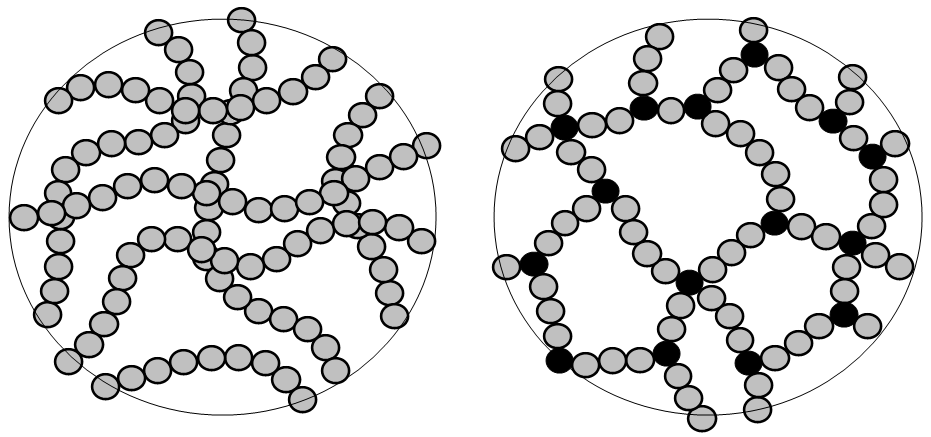
Structuur van macromoleculen op mesoniveau. Links lineaire ketens (een thermoplast), rechts onderling verbonden ketens (een thermoharder).

Een macromolecuul is meestal opgebouwd uit vele aaneengesloten kleine eenheden (monomeren). De meeste macromoleculen zijn dan ook polymeren. Voorbeelden van macromoleculen in levende cellen zijn biopolymeren als DNA (met nucleotiden als bouwsteen), eiwitten (met aminozuren als monomeer), en hoog-moleculaire koolhydraten (zoals zetmeel, cellulose, glycogeen). Plastics zijn polymeren die op industriële wijze worden gevormd via chemische synthese.
Macromoleculen kunnen vaak in verschillende stereo-isomere vormen voorkomen. Verschillende stereoisomeren hebben een verschillende functionaliteit. Bij het onderzoek naar macromoleculen is van oudsher sprake van een scherpe tweedeling tussen in het organisme aangemaakte biologische en in het laboratorium aangemaakte synthetische macromoleculen.

## Biologische macromoleculen (biopolymeren)
- Hoewel de structuur van deze verbindingen in de bestudering niet onbelangrijk is, wordt hier de functie van de verbinding in het organisme centraal gesteld.
- De samenstellende delen (monomeren) van macromoleculen beschikken wel over gemeenschappelijke structuurelementen, maar kunnen toch een grote verscheidenheid aan functionaliteiten bezitten.
- Voor eiwitten en DNA geldt dat de volgorde van de monomeren cruciaal is voor de functionaliteit van het geheel.

## Synthetische macromoleculen
- Bij de bestudering van synthetische macromoleculen is de chemische structuur en vervolgens de technische toepassing belangrijk.
- De samenstellende monomeren zijn vaak identiek of met slechts kleine onderlinge verschillen.
- Als macromoleculen al uit meerdere soorten monomeren zijn opgebouwd (de copolymeren), is de volgorde daarvan meestal niet cruciaal voor het chemische karakter van de stof.